# 米拉瓦尔姐妹省
米拉瓦尔姐妹省（西班牙語：Provincia de Hermanas Mirabal，西班牙語發音：[eɾˈmanas miɾaˈβal]），原名薩爾塞多省（西班牙語：Provincia de Salcedo），是多明尼加共和國北部的一個省，在1952年脫離埃斯派亚省成為一省份至今。目前，管轄3個自治市鎮（municipio），以及2個自治市政區（Municipal district），首府在薩爾塞多。

## 概述
该省于2007年11月21日更名为米拉瓦尔姐妹省。米拉瓦尔姐妹省的命名是為了紀念來自於薩爾塞多的米拉瓦尔三姐妹，放棄原本特權般的理想生活，反抗獨裁者拉斐尔·特鲁希略的執政。米拉瓦尔三姐妹最後遭到特鲁希略的黑衣部隊謀殺，引起社會的公憤，成為特鲁希略被謀殺的導火線之一。

## 產業
該省的土壤非常肥沃，其主要農業產品是芭蕉。

## 行政區

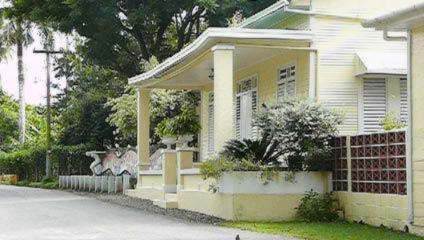
米拉瓦尔姐妹的住所

| 市鎮名稱    | 總人口  | 都市人口 |
| ----------- | ------- | -------- |
| 薩爾塞多    | 187,420 | 109,851  |
| Tenares     | 27,006  | 8,626    |
| Villa Tapia | 28,575  | 9,997    |